# Dirty Karl
Dirty Karl est une série de bande dessinée humoristique créée par l'auteur français Relom et dont les neuf histoires ont été publiées dans le mensuel Psikopat entre 1999 et 2001.
La série dépeint dans un humour noir grinçant la vie de Karl, un homme d'âge moyen dont le quotidien est teinté de cannibalisme, scatophilie et vivisection. Relom y fait apparaître une première version de l'héroïne d'Andy et Gina, une série aux ressort humoristiques similaires publiée à partir de 2000.
En 2001, la série a recueilli en un album noir et blanc par les Éditions du Zébu. Elle a été rééditée en couleurs en 2017 par AUDIE, la maison d'édition associée à la revue Fluide glacial.

## Publications
- Dirty Karl, dans Psikopat, 1999-2001.
- Dirty Karl, Éditions du Zébu, coll. « Psikopat », 2001  (ISBN 2908806347).
- Dirty Karl, AUDIE, coll. « Fluide glacial » », 2017  (ISBN 978-2-352-07808-1).